# Tratado de Guayaquil
El Tratado de Guayaquil fue firmado el 22 de septiembre de 1829 entre la Gran Colombia y el Perú. 

## Tratado de paz y amistad
Este tratado, también llamado Larrea-Gual, por haber sido suscrito por los ministros plenipotenciarios José de Larrea y Loredo (Perú) y Pedro Gual (Gran Colombia), no fue (como se cree comúnmente) un tratado de límites, sino un tratado de paz y amistad, cuyo objetivo era poner oficialmente fin a las hostilidades entre la Gran Colombia y el Perú, que se habían enfrentado en una guerra entre 1828 y 1829. En cuanto a las fronteras, solo reconoció de manera general que el límite entre las dos naciones debía ser el mismo que existió entre los virreinatos de Nueva Granada y del Perú, con las variaciones que ambas partes, de común acuerdo, juzgaran convenientes. Es decir, dejó establecido que la antigua frontera virreinal sería solo una base referencial para un futuro trazado de límites. En definitiva, no hubo cambios territoriales, al mantenerse la situación previa al conflicto (statu quo ante bellum), quedando pendiente la realización del tratado de límites. Esto último no se concretó, pues poco después la Gran Colombia se fragmentó en tres estados (Venezuela, Nueva Granada y Ecuador), lo que implicaba la caducidad del tratado de Guayaquil.

## Antecedentes

### Guerra gran colombo-peruana

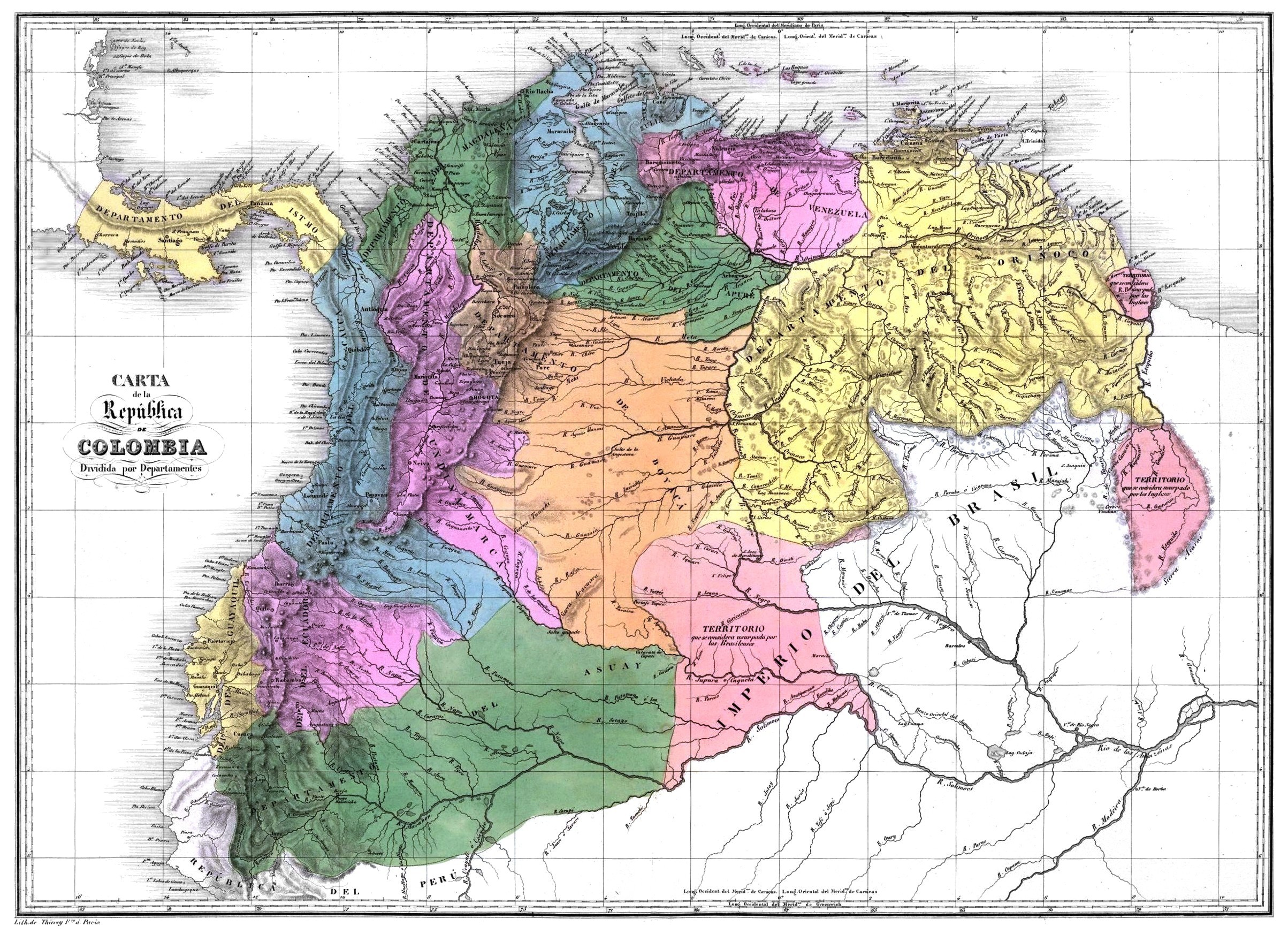
Mapa de la Gran Colombia, incluyendo pretensiones máximas sobre Maynas.

El 3 de julio de 1828, la Gran Colombia le declaró la guerra a la República Peruana, luego de una serie de incidentes diplomáticos que derivaron en la expulsión de los representantes diplomáticos de ambos países.

#### Causas
Tradicionalmente, se ha venido sosteniendo que la causa de la guerra grancolombo-peruana fue de tipo territorial, ya que cada uno de los países beligerantes exigía a la otra parte la devolución de territorios que consideraba suyos:
- La Gran Colombia, gobernada por Bolívar, reclamaba los territorios de Tumbes, Jaén (actualmente en Cajamarca) y Maynas (entendiéndose por Maynas el territorio conformado por los actuales departamentos peruanos de Loreto y Amazonas).
- El Perú reclamaba el territorio grancolombiano de Guayaquil, que consideraba injustamente arrebatado por Bolívar en 1822. El 26 de julio de 1822, Bolívar y San Martín se reunieron en Guayaquil,[1] uno de cuyos resultados fue la permanencia de dicha ciudad en los límites de la Real Audiencia de Quito.
- También se ha dicho que el presidente peruano José de La Mar quería recuperar Cuenca, situada al sur de la Gran Colombia (hoy en Ecuador), que era la ciudad donde había nacido, pues deseaba acallar el reproche de “extranjero” que sus enemigos políticos le hacían.

El Libertador Bolívar reclamaba para la Gran Colombia la devolución de Tumbes, Jaén y Maynas que se encontraban de facto en posesión peruana. Sin embargo, cabe destacar que, cuando fue dictador en el Perú (1823-1826), nunca planteó dicha devolución aun cuando tuvo la potestad de hacerlo. Más bien, administró dichas provincias, como jefe del poder ejecutivo de la nación peruana, nombrando a sus gobernadores. Incluso, de una carta del mismo Bolívar a Francisco de Paula Santander, fechada el 3 de agosto de 1822, se desprende que el Libertador reconocía que tanto Jaén como Maynas pertenecían legítimamente al Perú.

#### Situación de Tumbes, Jaén, Maynas y Guayaquil

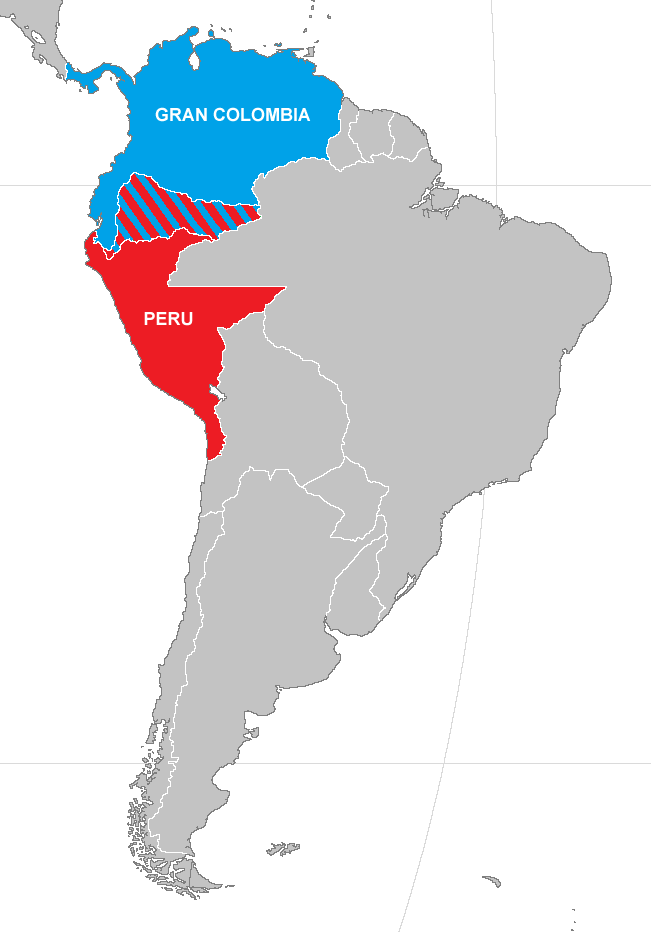
Territorio en disputa entre la Gran Colombia y el Perú.

El Perú sostiene que Tumbes, Jaén y Maynas le pertenecen de acuerdo al principio de la libre determinación de los pueblos, sumado al principio del Uti possidetis iure, fórmula jurídica que implica tomar como punto de partida el territorio tradicionalmente ocupado por cada país al año 1810 (que aplicaría en el caso específico de Maynas). De otro lado, una corriente peruana considera que Guayaquil (que en 1810 formaba parte del Virreinato del Perú), fue anexada a la fuerza a la Gran Colombia, por imposición de Bolívar, sin mediar una consulta a la voluntad popular, que al parecer era mayoritaria a favor de anexarse al Perú.

##### Tumbes
Cuando se produjo el arribo al Perú de la Expedición Libertadora al mando de José de San Martín y la proclamación de la independencia de Trujillo, Tumbes respaldó este movimiento y proclamó su propia independencia, el 17 de enero de 1821. Proclamada la independencia del Perú el 28 de julio de 1821, Tumbes pasó a ser parte del estado peruano, bajo el principio de libre determinación de pueblos.

##### Jaén
Jaén de Bracamoros perteneció a la Real Audiencia de Quito y el Virreinato de Nueva Granada. No obstante, por influencia de su gobernador Juan Antonio Checa, proclamó su independencia el 4 de junio de 1821 y decidió incorporarse al Perú. En tal sentido se comunicó al intendente de Trujillo, marqués de Torre Tagle, pidiéndole su ayuda. En octubre de 1821 se dispuso el respectivo juramento en toda la provincia, que eligió sus representantes al primer Congreso Constituyente del Perú. En definitiva, Jaén decidió unirse al Perú estrictamente bajo el principio jurídico de la libre determinación de pueblos.

##### Maynas
Maynas perteneció al Virreinato de Nueva Granada de 1717 a 1723 y de 1739 a 1802. Luego volvió a pertenecer al Virreinato del Perú, por Real Cédula del 15 de julio de 1802. Esto fue reconocido por el Secretario de Relaciones Exteriores de Colombia, Estanislao Vergara, en una carta que enviara a Rufino Cuervo, Encargado de Negocios de Nueva Granada en Ecuador:

...Se lo disputamos a los peruanos en tiempo de Colombia, prevaliéndonos de su ignorancia de lo que había pasado desde el año 1802 en adelante; mas no porque directamente se tuviera algún derecho a ese territorio... perteneció al Virreinato de Nueva Granada hasta el año de 1802; pero entonces, por Cédula de 15 de julio, se segregó de él y se agregó al del Perú.
...Así es que si el gobierno del Ecuador quiere llevar la gestión adelante por el Uti Possidetis de los virreinatos, su causa es perdida.
Estanislao Vergara Sanz de Santamaria

Luego de la llegada al Perú de la Expedición Libertadora en 1820, los patriotas peruanos marcharon hacia Moyobamba, la capital de Maynas, y derrotaron a los realistas en la batalla de Higos Urco, el 6 de junio de 1821. La jura de la independencia de Maynas se llevó a cabo en Moyobamba, el 19 de agosto de 1821. De modo que al Uti possidetis se sumó la libre determinación de pueblos, como respaldo a la pertenencia de Maynas al Perú.

##### Guayaquil
Guayaquil perteneció a la Real Audiencia de Quito y luego (según la Real Cédula de 1803) al Virreinato del Perú; sin embargo al declarar su independencia se constituyó en un nuevo estado: la Provincia Libre de Guayaquil. Bolívar consideraba necesaria la anexión de Guayaquil a la Gran Colombia, aunque la provincia veía la posibilidad de permanecer independiente o integrarse al Perú. En una carta dirigida al Libertador San Martín, el 22 de junio de 1822, Bolívar expresó su renuencia a permitir que esta provincia se independice, pues temía que este hecho podría «inundar en desorden todo el sur de Colombia». En la misiva manifestó «no permitir más tiempo la existencia anticonstitucional de una Junta, que es el azote del pueblo de Guayaquil». De todas maneras, Guayaquil fue anexada a la Gran Colombia el 31 de julio de 1822.

#### Desarrollo de la guerra

##### Campaña marítima
En respuesta a la declaratoria de guerra de Bolívar, el presidente del Perú La Mar (nacido en Cuenca actual Ecuador), movilizó su ejército y marina contra el sur de la Gran Colombia (actual territorio de Ecuador).
La marina peruana, al mando del almirante Martín Guise, procedió a bloquear la costa pacífica grancolombiana, en agosto de 1828. La flota peruana resultó victoriosa en los combates de Malpelo y Las Cruces. Luego procedió a asediar el puerto artillado de Guayaquil. Durante la lucha, falleció el mismo Guise, al explotar una granada en la cubierta de la fragata Presidente que comandaba (22 de noviembre de 1828). Le sucedió en el mando el segundo jefe de la escuadra, José Boterín, quien logró finalmente acallar las defensas de Guayaquil, obteniendo su rendición el 19 de enero de 1829. Las tropas peruanas ocuparon Guayaquil el 1 de febrero de 1829, al mando del capitán Casimiro Negrón. La campaña marítima fue, en definitiva, un triunfo para el Perú.

##### Campaña terrestre
El ejército peruano, al mando del mismo La Mar, ocupó la provincia de Loja, en el sur grancolombiano (actual Ecuador).
Otra división del ejército peruano, a órdenes del mariscal Agustín Gamarra, marchó desde el sur del Perú hasta el teatro de las operaciones, con el propósito de auxiliar a La Mar. Ambos planearon tomar la ciudad de Cuenca. Las fuerzas peruanas sumaban en total 4.500 soldados.
Mientras tanto, Bolívar (que no pudo ir en persona al teatro de operaciones debido a que se vio detenido por enfrentar una rebelión en Colombia), ordenó al mariscal Antonio José de Sucre (expresidente de Bolivia) y al general Juan José Flores (gobernador del Distrito del Sur), que organizaran la defensa del Sur de Colombia.
Los dos jefes peruanos, La Mar y Gamarra, no coordinaron bien sus movimientos y Sucre, actuando con su característica habilidad, en la madrugada del 13 de febrero de 1829 sorprendió el parque de artillería peruano en el pueblo de Saraguro y lo destrozó.

###### Batalla del Portete de Tarqui

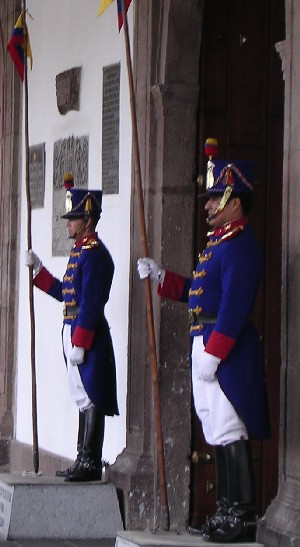
Granaderos de Tarqui: Actual Guardia presidencial del Ecuador.

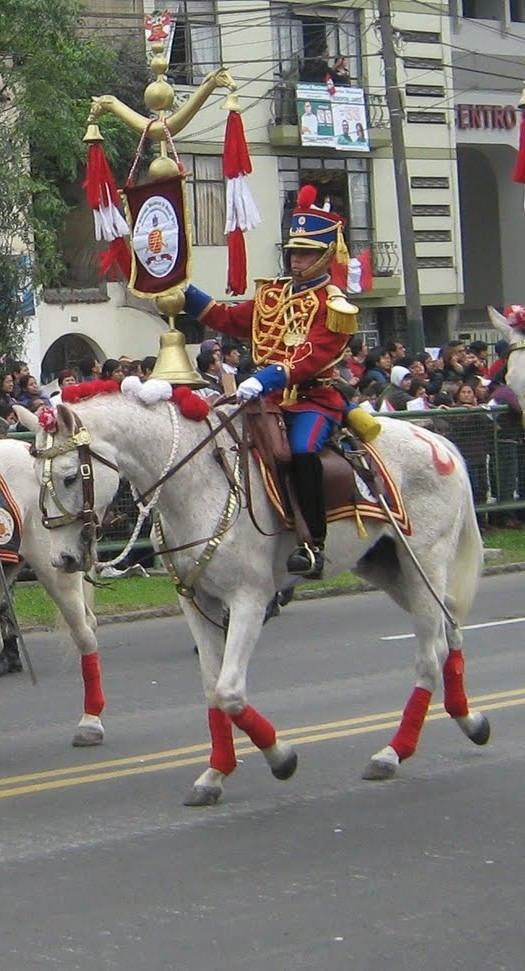
Oficial del Regimiento de Caballería peruano "Húsares de Junín".

La mañana del 27 de febrero, después de una larga marcha que duró toda la noche anterior, el mariscal Antonio José de Sucre consiguió situar a la 1.ª División colombiana de 1600 hombres compuesta por tres batallones y un escuadrón al norte de la llanura de Tarqui en posición ventajosa, mientras esperaba la llegada de la 2.ª División. Mientras tanto en cumplimiento de las órdenes de José de La Mar la vanguardia peruana formada por la División del general Plaza compuesta por 900 infantes avanzaba sobre el Portete.
La batalla dio inicio cuando una avanzada peruana de reconocimiento al mando del capitán Urías tropezó con una grancolombiana al mando del capitán Piedrahíta trabándose un sangriento combate que comprometió al batallón Cedeño, comandado por el general José María Camacaro y al resto de la División peruana de Plaza. El batallón Rifles avanzó en apoyo del Cedeño y se encontraron con el batallón Quito. El desorden inicial de la batalla y la falta de visibilidad hizo que estos batallones se enfrentaran entre ellos.
En la primera fase del combate en el Portete de Tarqui, ocurrido el 27 de febrero de 1829, el ejército grancolombiano salió victorioso. Hay que recalcar que en ese combate solo fue derrotada la división de vanguardia del ejército peruano, mientras que el grueso de las fuerzas peruanas se mantuvo intacto e incluso, en la segunda fase del combate que fue favorable a las armas peruanas, un escuadrón peruano del Regimiento de Caballería Húsares de Junín logró contener la carga de la infantería y caballería colombianas, entre los que se encontraba el escuadrón Cedeño, cuyo jefe, Camacaro, murió en un duelo singular a manos del coronel peruano Domingo Nieto. Ambas fuerzas esperaron el día siguiente para librar la batalla final, lo que nunca sucedió, pues La Mar aceptó negociar (no capitular) con el adversario. Se celebró entonces el Convenio de Girón.

#### El convenio de Girón
Tras la Batalla del Portete de Tarqui, ambas partes se pusieron de acuerdo para firmar el llamado Convenio de Girón. Punto importante de este convenio fue la desocupación por parte del ejército peruano, de Loja y Guayaquil, ya que, la Gran Colombia «no consentiría firmar un tratado mientras tropas enemigas ocupen su territorio». La Gran Colombia reconocía así, implícitamente, la soberanía peruana en Tumbes, Jaén y Maynas, al no reclamarlas como territorio grancolombiano. Otros acuerdos fueron la reducción de los ejércitos de ambos países en la frontera, a solo 3.000 hombres, el nombramiento de una comisión para el arreglo de límites, entre otros puntos más. Sin embargo, tras declaraciones ofensivas por parte de Sucre, La Mar declaró la suspensión del Convenio y decidió continuar con las hostilidades.
Sin embargo, la guerra tuvo un final abrupto con el golpe de Estado por parte del general Agustín Gamarra al gobierno del presidente La Mar, quien fue desterrado a Costa Rica.

## El Tratado
Derrocado La Mar, se allanó el camino para la celebración de la paz entre el Perú y la Gran Colombia. El general Agustín Gamarra, ya como presidente provisorio del Perú, dio las instructivas en tal sentido. Ambas partes firmaron el 10 de julio de 1829 el Armisticio de Piura, por el cual se acordó un armisticio de 60 días, así como la devolución de Guayaquil a la Gran Colombia y la suspensión del bloqueo peruano a la costa pacífica grancolombiana, entre otros acuerdos.
Posteriormente se reunieron en Guayaquil los delegados peruano y gran colombiano, señores José de Larrea y Loredo y Pedro Gual. El primer acuerdo que tomaron fue prorrogar el armisticio, que había vencido. En total llegaron a tener seis reuniones, entre el 16 y el 22 de septiembre de 1829, día en que finalmente suscribieron el tratado de paz y amistad, conocido como el Tratado Larrea-Gual o Tratado de Guayaquil.
Es necesario subrayar que este Tratado fue de “paz y amistad”, mas no de “límites”, pues no trazó una línea de fronteras, aunque sí estableció que la Gran Colombia y Perú mantendrían en posesión los mismos territorios que poseían los virreinatos de Nueva Granada y del Perú, precisándose que para la futura fijación de los límites exactos las partes podrían otorgarse "cesiones de pequeños territorios" para que la línea sea la "más natural exacta y capaz". Así quedó establecido en el Artículo 5 del Tratado:

Artículo 5°.- Ambas partes reconocen por límites de sus respetivos territorios, los mismos que tenían antes de su independencia los antiguos Virreynatos de Nueva Granada y el Perú, con las variaciones que juzguen convenientes acordar entre sí, a cuyo efecto se obligan desde ahora a hacerse recíprocamente aquellas cesiones de pequeños territorios que contribuyan a fijar la línea divisoria de una manera más natural exacta y capaz de evitar competencias y disgustos entre autoridades y habitantes de la frontera.

Es decir, estableció que como referente básico para una delimitación definitiva se consideraran las fronteras virreinales, pudiendo hacerse pequeñas modificaciones de común acuerdo, para facilitar dicho trabajo.
Y, en cuanto al procedimiento para realizar dicha delimitación, en los Artículos 6 y 7 dispuso que se debería nombrar una Comisión de dos personas por cada República para que recorrieran, rectificaran y fijasen la línea divisoria, trabajos que se debían iniciar 40 días más tarde de haber sido ratificado el tratado por ambos países. El trazo de la línea comenzaría en el río Tumbes. En caso de desacuerdo se sometería a un arbitraje de un gobierno amigo.

## Problemas derivados de la aplicación del Tratado

### La frustrada comisión demarcatoria de límites
Ambas partes nombraron a los miembros de la Comisión para la demarcación de límites, según lo estipulado en el Tratado, pero los comisionados no llegaron a reunirse en Tumbes, debido a diversas circunstancias. Bolívar envió entonces a Lima a Tomás Cipriano de Mosquera, para que negociara ante la cancillería peruana la realización de dicha delimitación. Se sabe que el Libertador le dio instrucciones para que insistiera en el reclamo de Jaén y parte de Maynas, lo que iba contra el espíritu y la letra del Tratado de 1829.
Mosquera negoció con el canciller del Perú José de Armas y su sucesor José María Pando, pero no llegó a ningún acuerdo. Disuelta la Gran Colombia, Mosquera dio por terminada su misión en Lima sin haber tenido éxito y retornó a su patria.
De modo que, los artículos 6 y 7 del Tratado que contemplaban el procedimiento para la demarcación de límites, no llegaron a cumplirse. Fue la disolución de la Gran Colombia lo que puso fin a las negociaciones que se habían iniciado al respecto, y no la negativa de alguna de las partes a ejecutarlas.

### El Protocolo Pedemonte Mosquera
Muchos años después, en 1870, Mosquera dio a conocer el Protocolo Pedemonte-Mosquera, que según él, había negociado con el canciller peruano Carlos Pedemonte en agosto de 1830, y en el que quedaba establecida como línea de frontera el Marañón (es decir, el río Amazonas), lo que implicaba que el Perú cedía a la Gran Colombia un extenso territorio amazónico, aunque quedando pendiente la delimitación de otro sector fronterizo. Sin embargo, el Perú, amparado en una rigurosa investigación, rechazó la validez de dicho protocolo, al no encontrar ninguno de sus originales en los archivos. Y aun en el caso de que se hubiese redactado, Perú considera que el tratado carecería de validez al no haber sido ratificado por los Congresos de ambos países. Por lo demás, para agosto de 1830 la Gran Colombia ya se había disuelto y Mosquera ya no tenía poderes para negociar con el Perú.

### Nacimiento de Ecuador
Tras la disolución de la Gran Colombia y la independencia de Ecuador en mayo de 1830, este país no hizo (en un inicio) reclamos sobre Tumbes, Jaén y Maynas, que pertenecían al Perú en base al principio del uti possidetis de 1810 y de la libre determinación de los pueblos. Tan es así que ambos países firmaron el Tratado Pando-Novoa en 1832 (que fueron en realidad dos tratados: uno de amistad y alianza, y otro de comercio), en el que se reconocían los límites vigentes hasta la realización de un convenio limítrofe definitivo. Hay que dejar bien remarcado que, al firmar este Tratado, tanto el Perú como Ecuador daban por sobreentendido que el Tratado de 1829 había caducado.
Solo a partir de 1841 empezaría el Ecuador a replantear el reclamo de Jaén y Maynas, incitado por el derrocado gobernante peruano-boliviano Andrés de Santa Cruz y algunos de sus partidarios refugiados en Guayaquil, quienes buscaban el apoyo del gobierno de Ecuador para recobrar el poder en el Perú y Bolivia. La posición ecuatoriana varió entonces, afirmando que el Tratado de 1829 no había perdido validez y que, pese a la disolución de la Gran Colombia, era obligatorio su cumplimiento por ambas partes, siendo el Ecuador heredero de los títulos grancolombianos. Para sustentar su reclamo de Tumbes, Jaén y Maynas, el Ecuador hizo una interpretación peculiar de los artículos 5, 6 y 7 de dicho Tratado. Esta intransigencia originó el largo conflicto peruano-ecuatoriano que no se vería resuelto sino hasta fines del siglo XX.